# HSG Düsseldorf
HSG ART/HSV Düsseldorf – niemiecki klub piłki ręcznej mężczyzn z siedzibą w Düsseldorfie. Klub został utworzony w 2000 r. z Allgemeinen Rather Turnverein (ART) i HSV Düsseldorf. Obecnie występuje w 2. Bundeslidze.

## Historia
W sezonie 1981/1982 klub występował pod nazwą TB Wülfrath. Po zakończeniu sezonu doszło do fuzji TB Wülfrath z TB Ratingen. Utworzono HSG Wülfrath/Ratingen. W latach 1983–1993 klub występował pod nazwą TURU Düsseldorf. Po raz pierwszy, w 1984 r. klub awansował do 1. Bundesliga. Od sezonu 1993/1994 do sezonu 1999/2000 drużyna nosiła nazwę HSV Düsseldorf. Natomiast w 2000 r. utworzono HSG Düsseldorf.

## Sukcesy
- 1988:  wicemistrzostwo Niemiec